# Miss USA 2003
Miss USA 2003 è la cinquantaduesima edizione del concorso di bellezza Miss USA, e si è svolto presso San Antonio, Texas il 24 marzo 2003. Vincitrice del concorso alla fine dell'evento è risultata Susie Castillo del Massachusetts.

## Risultati

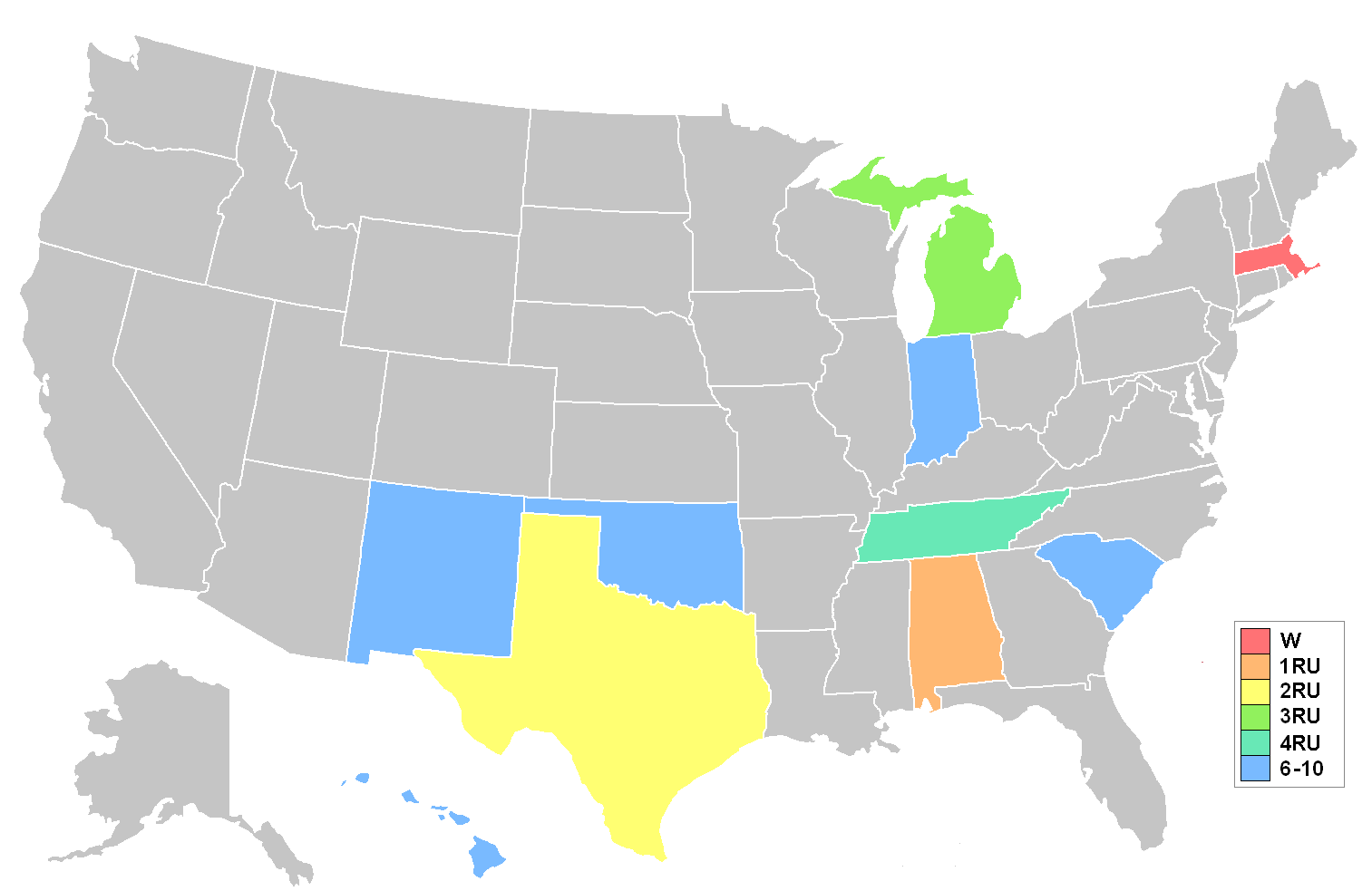
La mappa mostra i piazzamenti per stato.

### Piazzamenti
| Risultato finale | Concorrente |
| ---------------- | --- |
| Miss USA 2003    | - Massachusetts - Susie Castillo |
| 2ª classificata  | - Carolina del Sud - Amanda Pennekamp |
| 2ª classificata  | - Alabama - Michelle Arnette |
| 3ª classificata  | - Texas - Nicole O'Brian |
| 4ª classificata  | - Michigan - Elisa Schleef |
| 5ª classificata  | - Tennessee - Beth Hood |
| Top 10           | - Hawaii - Alicia Michioka - Indiana - Tashina Kastigar - Nuovo Messico - Alina Ogle - Oklahoma - Star Williams - Carolina del Sud - Anna Hanks |

### Riconoscimenti speciali
| Riconoscimento    | Concorrente                    |
| ----------------- | ------------------------------ |
| Miss Congeniality | - Washington - Breann Parriott |
| Miss Photogenic   | - Minnesota - Sarah Cahill     |

## Concorrenti
- Alabama - Michelle Arnette
- Alaska - Stacey Storey
- Arizona - Nafeesa DeFlorias
- Arkansas - Taylor Carlisle
- California - Candice Sanders
- Carolina del Nord - Kristen Luneberg
- Carolina del Sud -  Anna Hanks
- Colorado - Erin MacGregor
- Connecticut - Michelle LaFrance
- Dakota del Nord - Samantha Edwards
- Dakota del Sud - Jessica Lawrence
- Delaware - Cheryl Crowe
- Distretto di Columbia - Michelle Wright
- Florida - Carrie Ann Mewha
- Georgia - Erin Haney
- Hawaii - Alicia Michioka
- Idaho - Lana Wright
- Illinois - Agnieszka Zakreta
- Indiana - Tashina Kastigar
- Iowa - Linsey Grams
- Kansas - Alicia Cabrera
- Kentucky - Lori Mitchell
- Louisiana - Brittney Rogers
- Maine - Lacey Hutchinson
- Maryland - Jaime Kramer
- Massachusetts - Susie Castillo
- Michigan - Elisa Schleef
- Minnesota - Sarah Cahill
- Mississippi - Allison Bloodworth
- Missouri - Tara Bollinger
- Montana - Megan Monroe
- Nebraska - Jessica Perea
- Nevada - Ashley Huff
- New Hampshire - Rachael Ribeck
- New Jersey - Vanessa Baker
- New York -  Nadia Behette
- Nuovo Messico - Alina Ogle
- Ohio - Candace Smith
- Oklahoma - Star Williams
- Oregon - Myah Moore
- Pennsylvania - Camille Young
- Rhode Island - Krisily Kennedy
- Tennessee - Beth Hood
- Texas - Nicole O'Brian
- Utah - Kelly Chapman
- Vermont - Jennifer Ripley
- Virginia - Mimi Abraham
- Virginia Occidentale - Amy Thomason
- Washington - Breann Parriott
- Wisconsin - Judith Eckerle
- Wyoming - Jamie Gorman